# Roșiorii de Vede
Roșiorii de Vede (též Roșiori de Vede) je město v Rumunsku v župě Teleorman. Nachází se u břehu řeky Vedea, asi 32 km severozápadně od Alexandrie a asi 117 km jihozápadně od Bukurešti. V roce 2011 žilo ve městě 27 416 obyvatel, Roșiorii de Vede je tak druhým největším městem župy Teleorman.
První písemná zmínka o městě pochází z roku 1385. Městem prochází silnice DN6 (evropská silnice E70).